# Élection présidentielle nord-chypriote de 2020
L'élection présidentielle nord-chypriote de 2020 a lieu les 11 et 18 octobre 2020 afin d'élire le président de la république turque de Chypre du Nord, État non reconnu par la communauté internationale à l'exception de la Turquie. Initialement prévues pour le 19 avril 2020, les élections sont reportées un mois auparavant en raison de la pandémie de COVID-19. Un référendum constitutionnel est organisé en même temps que le premier tour.
Le président sortant Mustafa Akıncı arrive en seconde position derrière le Premier ministre Ersin Tatar, tous deux se retrouvant en ballotage. À la surprise générale, ce dernier l'emporte, avec près de 52 % des suffrages exprimés.

## Contexte

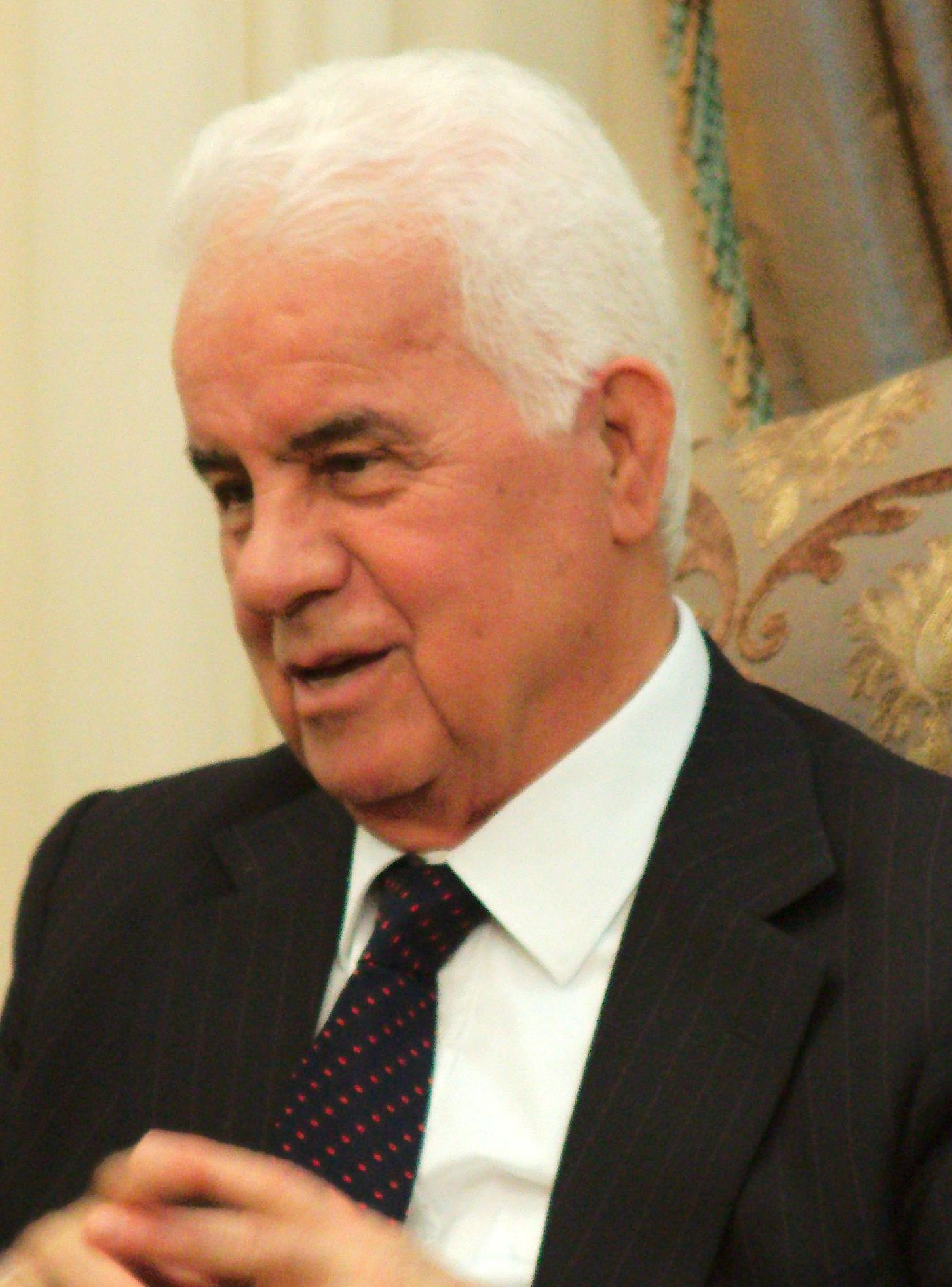
Derviş Eroğlu.

La présidentielle d'avril 2015 voit la mise en ballotage du président sortant Derviş Eroğlu par le candidat du Parti de la démocratie socialiste Mustafa Akıncı. Ce dernier l'emporte largement au second tour avec plus de 60 % des suffrages exprimés. Éligible pour un second et dernier mandat mais distancé dans les sondages, Akıncı fait part le 5 mars de sa volonté de se porter à nouveau candidat.
Initialement prévues pour le 19 avril 2020, les élections sont reportées le 17 mars à une date indéterminée en raison de la pandémie de Covid-19 qui touche alors le pays, le conduisant également à fermer ses frontières. Le parlement, réuni deux jours plus tard en session extraordinaire, fixe la date du scrutin au 11 octobre et charge le président sortant d'assurer l'intérim au-delà du terme de son mandat.

## Système électoral
Le président de la République turque de Chypre du Nord est élu au scrutin uninominal majoritaire à deux tours pour un mandat de cinq ans renouvelable une seule fois. Si aucun candidat ne recueille la majorité absolue des suffrages exprimés au premier tour, les deux candidats arrivés en tête s'affrontent lors d'un second organisé sept jours plus tard, et celui recueillant le plus de voix est déclaré élu.

## Campagne

Conflits des ZEE en mer Méditerranée. En bleu : zone revendiquée par la Grèce et Chypre ; en rouge : zone revendiquée par la Turquie.

Si les principaux rivaux du président sortant au premier tour sont le Premier ministre Ersin Tatar, et l'ancien Premier ministre Tufan Erhürman, le scrutin aboutit finalement à un ballotage entre Akıncı et Tatar.
L'élection prend alors rapidement la forme d'un duel entre deux visions diamétralement opposées de l'avenir du pays dans ses relations avec ses voisins. Partisan de la réunification de l'île sous la forme d'un état fédéral, Mustafa Akıncı souhaite émanciper le pays de l'influence de la Turquie. À l'inverse, Ersin Tatar dispose du soutien très affiché du président turc Recep Tayyip Erdoğan, qui poursuit depuis plusieurs mois une politique de revendication d'une extension de la zone maritime turque en Méditerranée au détriment de ses voisins. De par sa position, la république turque de Chypre du Nord est au cœur de la stratégie du président turc,.
Dans l'entre-deux-tours, ce dernier affiche ostensiblement son soutien à Ersin Tatar en l'invitant à Ankara, visite au cours de laquelle il annonce la réouverture partielle de la ville fantôme de Varosha, abandonnée par ses habitants après l'intervention militaire turque en 1974 et son inclusion dans la zone d'occupation turque de Chypre du Nord. Destinée à appuyer la candidature de Tatar, cette déclaration se révèle une importante erreur électorale en produisant l'effet inverse. Très patriotique, une partie de la population Nord-Chypriote rejette ainsi l'ingérence de la part du gouvernement turc, qui fait l'objet de vives critiques de la part du président sortant, qui la qualifie de « honte pour notre démocratie ». L'implication d'Ankara aurait ainsi eu pour effet de transformer l'élection en référendum sur les liens de la république turc chypriote avec la Turquie, à laquelle s'opposerait le développement d'une identité chypriote commune.

## Résultats
| Candidats                | Candidats                | Partis                   | 1er tour | 1er tour | 2e tour | 2e tour |
| Candidats                | Candidats                | Partis                   | Voix     | %        | Voix    | %       |
| ------------------------ | ------------------------ | ------------------------ | -------- | -------- | ------- | ------- |
|                          | Ersin Tatar              | UBP                      | 35 825   | 32,35    | 67 322  | 51,69   |
|                          | Mustafa Akıncı           | SE, TDP                  | 33 053   | 29,84    | 62 910  | 48,31   |
|                          | Tufan Erhürman           | CTP                      | 24 008   | 21,68    |         |         |
|                          | Kudret Özersay           | SE, HP                   | 6 356    | 5,74     |         |         |
|                          | Erhan Arıklı             | YDP                      | 5 937    | 5,36     |         |         |
|                          | Serdar Denktaş           | SE, DP                   | 4 653    | 4,20     |         |         |
|                          | Fuat Türköz Çiner        | MDP                      | 327      | 0,30     |         |         |
|                          | Arif Salih Kırdağ        | SE                       | 282      | 0,25     |         |         |
|                          | Alpan Uz                 | SE                       | 156      | 0,14     |         |         |
|                          | Ahmet Boran              | SE                       | 83       | 0,07     |         |         |
|                          | Mustafa Ulaş             | SE                       | 69       | 0,06     |         |         |
|                          |                          |                          |          |          |         |         |
| Votes valides            | Votes valides            | Votes valides            | 110 749  | 95,66    | 130 232 | 97,24   |
| Votes blancs et nuls     | Votes blancs et nuls     | Votes blancs et nuls     | 5 027    | 4,34     | 3 699   | 2,76    |
| Total                    | Total                    | Total                    | 115 776  | 100      | 133 931 | 100     |
| Abstention               | Abstention               | Abstention               | 83 091   | 41,78    | 65 098  | 32,71   |
| Inscrits / participation | Inscrits / participation | Inscrits / participation | 198 867  | 58,22    | 199 029 | 67,29   |

 Représentation des résultats du second tour :
| Ersin Tatar (51,69 %) |  |  | Mustafa Akıncı (48,31 %) |
| ▲                     |  |  |                          |
| Majorité absolue      |  |  |                          |

## Analyse
A la surprise générale, Ersin Tatar l'emporte au second tour avec plus de 51 % des suffrages. Il prend ses fonctions le 23 octobre 2020,,.